# Piazza Carlo Alberto (Cagliari)
Piazza Carlo Alberto è una piazza del quartiere Castello a Cagliari.
La piazza, di modeste dimensioni, si colloca in un'area centralissima del quartiere, tra la via Canelles e la via La Marmora. La sua pianta, quadrangolare, è rimasta quasi inalterata dal medioevo. In epoca spagnola, piazza Carlo Alberto era conosciuta come la plazuela (piazzetta), per distinguerla dalla piazza Palazzo, detta plaza Mayor. Nella plazuela venivano giustiziati, per decapitazione, i nobili condannati a morte.
Il lato est della piazza è costituito dal muro su cui poggia la rampa di scale che collega l'area alla soprastante via Canelles, oltre la quale si scorgono i prospetti dell'ex Palazzo di Città e del Duomo. Alla base della scalinata è collocata una lastra marmorea decorata da uno stemma della città in stile manierista, opera della scultore Scipione Aprile, con un'iscrizione, datata 1603, che ricorda la costruzione di una fontana, oggi scomparsa.
Sul lato opposto, oltre la via Lamarmora, si affaccia sulla piazza il bel prospetto in stile barocco piemontese del settecentesco palazzo Asquer, una delle più belle residenze gentilizie del Castello. Sul fianco sinistro del palazzo si addossa un arco ogivale, residuo del portico Vivaldi Pasqua, gravemente danneggiato dai bombardamenti del 1943, così come lo stesso palazzo Asquer. Il lato nord della piazza è chiuso dal palazzo Barrago, in stile neoclassico, mentre al suo centro si trova la statua di san Francesco d'Assisi, qui collocata negli anni '20 del XX secolo.